# Ryūto Ōtake
Ryūto Ōtake (japanisch 大竹 隆人 Ōtake Ryūto; * 29. Juni 1988 in Meguro) ist ein japanischer Fußballspieler.

## Karriere
Ōtake erlernte das Fußballspielen in der Jugendmannschaft von Mitsubishi Yowa und der Universitätsmannschaft der Kokushikan-Universität. Seinen ersten Vertrag unterschrieb er 2011 bei FC Machida Zelvia. Der Verein spielte in der dritthöchsten Liga des Landes, der Japan Football League. Am Ende der Saison 2011 stieg der Verein in die J2 League auf. Am Ende der Saison 2012 stieg der Verein wieder in die Japan Football League ab. 2015 wurde er mit dem Verein Vizemeister der J3 League und stieg in die J2 League auf. Für den Verein absolvierte er 88 Ligaspiele. 2017 wechselte er zum Drittligisten Fujieda MYFC. Für den Verein absolvierte er 81 Ligaspiele. 2020 wechselte er zu J.FC Miyazaki.